# Dècada del 290 aC

## Esdeveniments
- Creació del déu Sarapis per intentar unir les creences de grecs i egipcis
- Construcció del primer museu del món a Alexandria
- Possible construcció del Colós de Rodes
- Tercera Guerra Samnita
- Heròfil de Calcedònia assegura que el pols té a veure amb el cor

## Personatges destacats
- Euclides
- Lisímac de Tràcia
- Pirros